# Viguí
Viguí è un comune (corregimiento) della Repubblica di Panama situato nel distretto di Las Palmas, provincia di Veraguas. Si estende su una superficie di 59,6 km² e conta una popolazione di 964 abitanti (censimento 2010). 